# Munna macquariensis
Munna macquariensis là một loài chân đều trong họ Munnidae. Loài này được Hale miêu tả khoa học năm 1937.